# Botorogi
Botorogi (wymowaⓘ) – wieś w Rumunii, w okręgu Gorj, w gminie Dănești. W 2011 roku liczyła 306 mieszkańców.